# Gullsby
Ej att förväxla med Gullsby i Sunne socken,
Gullsby är en småort i Lysviks socken i Sunne kommun.
Gullsby ligger strax norr om Bjälverud och drygt två mil norr om Sunne. I folkmun kallas ofta hela området Bjälverud. 

## Befolkningsutveckling
| Befolkningsutvecklingen | Befolkningsutvecklingen | Befolkningsutvecklingen | Befolkningsutvecklingen | Befolkningsutvecklingen |
| ----------------------- | ----------------------- | ----------------------- | ----------------------- | ----------------------- |
|                         |                         |                         |                         |                         |
| År                      |                         |                         | Invånare                |                         |
| 1995                    | 1995                    |                         | 84                      | 84                      |
| 2000                    | 2000                    |                         | 77                      | 77                      |
| 2005                    | 2005                    |                         | 80                      | 80                      |
| 2010                    | 2010                    |                         | 69                      | 69                      |
| 2015                    | 2015                    |                         | 82                      | 82                      |
| Källa                   |                         |                         |                         |                         |